# Palazzo Priuli Bon
Palazzo Priuli Bon è un palazzo di Venezia, ubicato nel sestiere di Santa Croce ed affacciato sul lato destro del Canal Grande tra il campo della chiesa di San Stae e Palazzo Duodo.

## Storia
Edificio costruito a cavallo tra il XIII e il XIV secolo, per volere di Leonardo quondam Zaccaria Priuli. fu di proprietà della nobile famiglia Priuli. Al piano terra l'edificio ospita oggi uno spazio espositivo.

## Descrizione
La peculiarità di questo edificio è certamente il suo segnalare ed esemplificare il passaggio dallo stile veneto-bizantino, riscontrabile nel porticato del pianterreno, oggi parzialmente murato ma chiaramente caratterizzato dalla presenza di archi inflessi, allo stile gotico, caratteristico dalla pentafora balconata del primo piano nobile.

Particolari della facciata. Foto di Paolo Monti
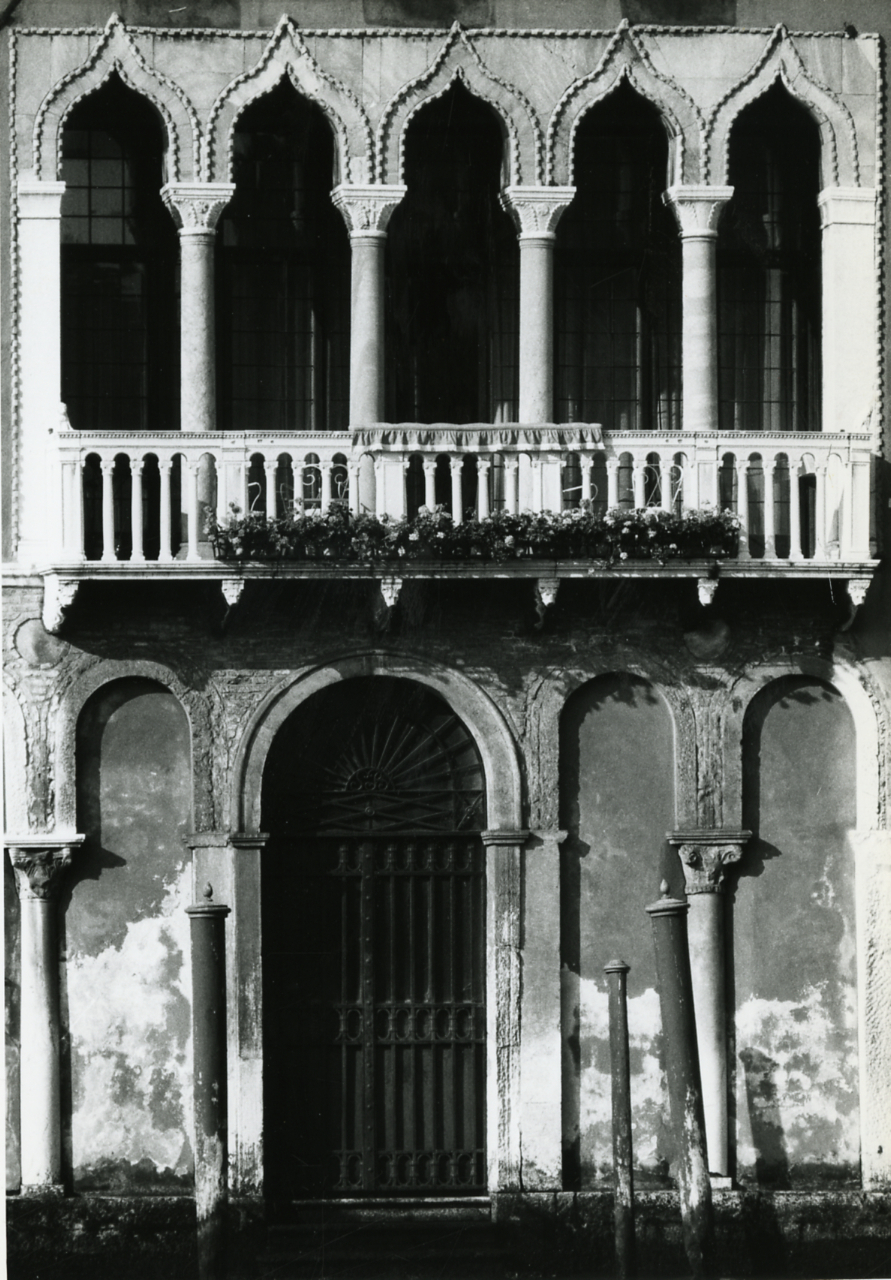
Sezione centrale
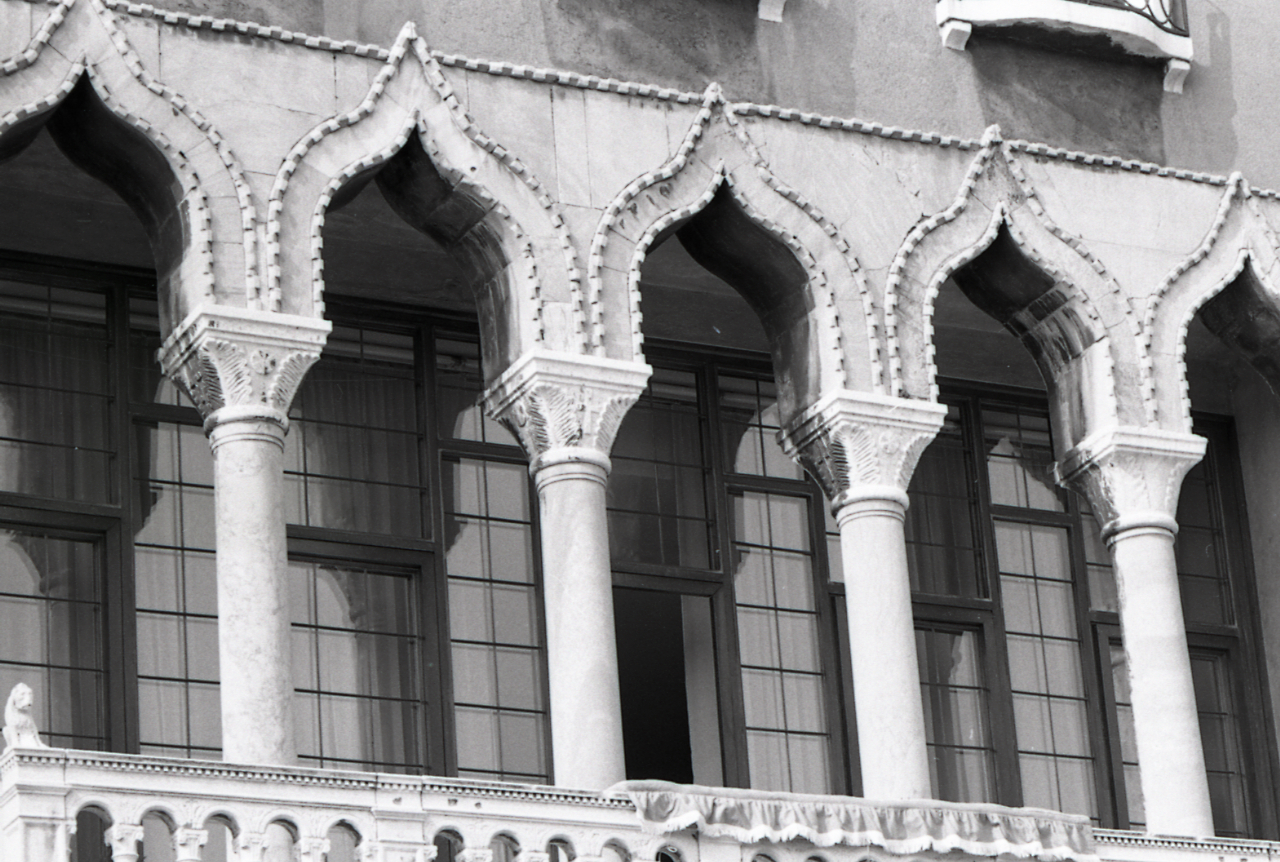
Pentafora